# Долне Вестенице
Долне Вестенице (на словашки: Dolné Vestenice) е село в западна Словакия, част от окръг Приевидза на Тренчински край. Населението му е около 2 700 души (2004).
Разположено е на 243 метра надморска височина в подножието на Западните Карпати, на 18 километра югозападно от Приевидза и на 34 километра югоизточно от Тренчин. Селището се споменава за пръв път през 1349 година.